# Rabdophaga normaniana
Rabdophaga normaniana är en tvåvingeart som först beskrevs av Ephraim Porter Felt 1908.  Rabdophaga normaniana ingår i släktet Rabdophaga och familjen gallmyggor.
Artens utbredningsområde är Manitoba. Inga underarter finns listade i Catalogue of Life.